# V1135 Scorpii
V1135 Scorpii är en eruptiv variabel av RCB-typ (RCB) i stjärnbilden Skorpionen och hittades i samband med sökningen med EROS-2.
Stjärnan har magnitud +12,75 och når i förmörkelsefasen ner under +18,9.